# Venas auriculares anteriores
Las venas auriculares anteriores son venas que drenan la cara anterior del pabellón auricular. Las venas drenan a la vena temporal superficial.